# Sandra Echeverría
Sandra Echeverría Gamboa, in arte Sandra Echeverría (Città del Messico, 11 dicembre 1984), è un'attrice e cantante messicana.

## Filmografia

### Cinema
- Enredos de Amor (2006)
- The Oakley Seven (2006)
- Crazy, regia di Rick Bieber (2007)
- Free Style, regia di William Dear (2008)
- Double Dagger (2008)
- Condones.com (2009)
- De día y de noche (2010)
- 2033 (2010)
- El cartel de los sapos (2011)
- Le belve (Savages), regia di Oliver Stone (2012)
- Casa de mi padre (2012)
- Guía de turistas (2013)
- Volando bajo (2014)
- Bound (2013)
- Busco novio para mi mujer (produttrice) (2016)

### Televisione
- SPP (Sin permiso de tus padres)
- ABC Talent Showcase
- La vida es una canción

### Telenovelas
- Súbete a Mi Moto (2002)
- Soñarás (2004)
- Marina (2006)
- El Clon (2010)
- La Fuerza del Destino (2011)
- Relaciones Peligrosas (2012)
- La querida del Centauro (2017)

### Serie Tv
- The Bridge (2013)
- Criminal Minds: Beyond Borders (2017)

## Teatro
- El diluvio que viene
- Mil voces
- José el soñador

## La musica

### Singoli
- Nos volveremos a ver - dalla telenovela Marina (2006)
- 2 canzoni dalla colonna sonora di Americano
- Duetto con Vikter Duplaix - Temple of thoughts
- Dos cero tres tres - dalla colonna sonora di 2033 (2010)
- El velo del amor - duetto con Mario Reyes dalla telenovela El Clon (2010)
- La fuerza del destino - duetto con Marc Anthony dalla telenovela La Fuerza del Destino (2011)
- Morir por ti - duetto con Alexander Acha dall'album La vida es... (2011)

### Album
- Perfiles (1999)
- Perfiles "Crush" - Está Cañón!
- Sandra Echeverría (2011)

## Premi e candidature
- Vinto "Best New Actress" - Mexican Journalist Circle (2002)
- Vinto "New Female Face" - New York ACE Awards (2007)
- Vinto Premios TVyNovelas México alla migliore attrice protagonista per La Fuerza del Destino (2012)
- Nomination Premios TVyNovelas Colombia alla migliore attrice protagonista per El Clon (2011)
- Nomination Premios People en Español alla migliore attrice protagonista per La Fuerza del Destino (2011)